# Ceratina texana
Ceratina texana är en biart som beskrevs av Daly 1973. Ceratina texana ingår i släktet märgbin, och familjen långtungebin. Inga underarter finns listade i Catalogue of Life.